# محمد خلف (لاعب كرة قدم)
محمد خلف الحمادي (مواليد 1 يناير 1989) لاعب كرة قدم إماراتي يجيد اللعب كحارس مرمى مع نادي بني ياس الإماراتي .
كانت بداياته مع نادي الوحدة و لعب بعدها في نادي بني ياس وأعاره نادي بني ياس إلى نادي الشعب عام 2016 .

## روابط خارجية
- محمد خلف الحمادي على موقع Soccerway.com (الإنجليزية)